# Thierry van Zuylen van Nyevelt van de Haar
Thierry van Zuylen van Nyevelt van de Haar (Parijs, 6 augustus 1932 – Londen, 2 januari 2011) was een telg uit een oud Nederlands-Belgisch adellijk geslacht en het hoofd, binnen de Belgische familie, van de oudste familietak. Hij was bekend als ondernemer, paardenfokker, eigenaar van bekende renpaarden en van kasteel de Haar.

## Familie
Thierry Frédéric Étienne Hélin baron Van Zuylen van Nyevelt van de Haar, had als eretitels de heerlijkheden die onder het ancien régime aan zijn familie behoorden: heer van Snaafburg, Kokkengen, Spengen, Montfoortgerecht, Wickevorst, Roelant en baron van Isschot. Hij werd voornamelijk genoemd als 28ste heer van de Haar.
Hij was een afstammeling van Jean-Jacques van Zuylen van Nyevelt, lid van de Tweede Kamer en burgemeester van Brugge onder het Verenigd Koninkrijk der Nederlanden, die in 1816 zijn adellijke status liet bevestigen, met baronstitel voor al zijn nakomelingen. De oudste zoon, Gustave van Zuylen van Nyevelt (1818-1890) trouwde met Julie Visart de Bocarmé (1823-1862) en met barones Leontine van Lockhorst (1830-1906). Na vier dochters had hij met zijn eerste vrouw een enige zoon Étienne van Zuylen van Nyevelt van de Haar (1860-1934) die de rijkdom van de familie optilde door zijn huwelijk met Hélène de Rothschild (1863-1947) en haar sociale zichtbaarheid vergrootte door het stichten van de Automobile Club de France. Zijn zoon Egmont van Zuylen van Nyevelt (1890-1960) werd Belgisch diplomaat, ambassadesecretaris en na de Tweede Wereldoorlog permanent vertegenwoordiger van België bij de Verenigde Naties. Hij trouwde in Syrië met de in Egypte geboren dochter van een Syrische advocaat, Marguerite Namétalla (1901-1970). Ze hadden drie kinderen; de bekende Marie-Hélène van Zuylen van Nyevelt (1927-1996) die in tweede huwelijk trad met baron Guy de Rothschild (1909-2007), Sybil van Zuylen van Nyevelt van de Haar (1929-1939) en Thierry van Zuylen van Nyevelt.(-2011)
Thierry was driemaal getrouwd en driemaal gescheiden; huwelijk met Gabrielle Van Zuylen geboren Iglesias Velayos (1933-2010) (van 1956 tot 1987), met Susana Hofman (van 1987 tot 1989) en met Jacqueline Johnson (van 1991 tot ?). Uit zijn eerste huwelijk had hij vier dochters, uit zijn derde een dochter. Zijn eerste vrouw was een tuinaanlegspecialist, waarover ze heel wat boeken publiceerde. Met zijn dood liep de rechtstreekse mannelijke opvolging van de tak van Zuylen van Nyevelt van de Haar ten einde.

## Beroep
Na een MBA in politieke en sociale wetenschappen te hebben behaald aan Harvard University, werd hij voornamelijk actief als beheerder van het familiefortuin. Van 1955 tot 1957 werkte hij bij de Banque Seligman in Parijs. 
Vanaf 1958 werkte hij voor het Frans-Belgische magazine "Femmes d'Aujourdhui - Het Rijk der Vrouw", eerst als bestuurder en als CEO van Femmes Pratiques. Vanaf 1972 was hij voorzitter van de raad van bestuur van Femmes d'Aujourdhui.

## Paarden
Hij was vooral een halve eeuw lang van nabij betrokken bij het fokken van ras- en renpaarden en het deelnemen aan paardenwedrennen. Hij was eigenaar of mede-eigenaar van onder meer:
- Perrault, winnaar in 1982 van de Eclipse Award als 'best turf horse', winnaar van de Prix de Deauville in 1981, winnaar in 1982 in de Verenigde Staten van de Arcadia Handicap, de San Luis Rey Stakes, de Hollywood Gold Cup en de Arlington Million. Het won ook de Santa Anita Handicap, maar werd gediskwalificeerd.
- Sire Le Haar, Frans kampioen in 1963
- Astaria, Prix Jacques le Marois en Prix Vermeille
- Ramsin, Grand Prix de Saint-Cloud en Prix du Cadran.

Hij was de eigenaar van de paardenfokkerij van Varaville, waar onder meer Voix du Nord, tweemaal winnaar in Group 1 vandaan kwam. Zijn dochter Cordelia van Zuylen (°1963) werd paardentrainer in Chantilly.

## Kasteel de Haar
Thierry van Zuylen erfde het kasteel Haarzuilens en de omliggende landgoederen in 1960 van zijn vader Egmont. Zijn grootvader Etienne liet de ruïne van het eeuwenlange familiebezit opbouwen door de beroemde architect Pierre Cuypers. Het dorp Haarzuilens werd daarvoor eind 19e eeuw verplaatst en duizenden bomen werden vanaf de Utrechtse Heuvelrug aangevoerd om de kasteelbossen aan te leggen.
Een deel van het Zuiderpark werd vanaf 1974 verpacht en Golfclub De Haar werd er aangelegd.
Het kasteel dreigde stilaan door de middeleeuwse funderingen te zakken. De financiële last werd te zwaar voor een enkeling. In 2000 werd een dubbele transactie doorgevoerd. Het kasteel en het park van 35 ha werd eigendom van een 'Stichting Kasteel De Haar' en het domein van 350 ha werd verkocht aan de Vereniging Natuurmonumenten. De familie Van Zuylen bleef eigenaar van de kunstcollectie, die ze voor 30 jaar in bruikleen gaf aan de Stichting. 
Van 2001 tot 2010 werden de omvangrijke restauratiewerken aan het kasteel uitgevoerd. Op 16 juni 2011 werd plechtig het einde van de werken en de heropening van het kasteel gevierd. Op 7 november 2012 verkochten de erfgenamen de in bruikleen gegeven kunstcollectie aan de Stichting kasteel de Haar.
Traditioneel, net als zijn vader en zijn grootvader, kwam Thierry van Zuylen elk jaar de maand september met familie en genodigde vrienden op het kasteel Haarzuilens doorbrengen. 
Op zondag 2 januari 2011 overleden, werd zijn stoffelijk overschot de zaterdag daarop bijgezet in de familiecrypte onder de kapel naast Kasteel De Haar.

### Familie van Zuylen
- J. GAILLIARD, Bruges et le Franc, volume 6, pp. 32–161, Brugge, Edw. Gailliard, 1864[1]
- Louis VAN RENYNGHE DE VOXVRIE, Descendance de Jean-Bernard van Zuylen van Nyevelt et d'Isabelle du Bois, Brugge, 1964.
- Luc DUERLOO & Paul JANSSENS, Wapenboek van de Belgische adel, Brussel, 1992
- Oscar COOMANS DE BRACHÈNE, État Présent de la Noblesse Belge, Annuaire 2002, Brussel, 2002, p. 35-56.
- Humbert DE MARNIX DE SAINTE ALDEGONDE, État Présent de la Noblesse Belge, Annuaire 2014, Brussel, 2014.

### Kasteel de Haar
- H. M. J. TROMP & R. A. B. TRUM, Gids voor Kasteel de Haar
- Clive ASLET & Heimerick TROMP, Le château du Haar près d'Utrecht, Maisons d'hier et d'aujourd'hui, n° 66, 1985, pp. 3 à 21
- Historique des vingt-quatre seigneurs du château du Haar 1165 1890 situé à Haarzuylens, Parijs, imprimerie Diéval, 1931
- A.J.C. VAN LEEUWEN, De maakbaarheid van het verleden. P.J.H Cuypers als restauratiearchitect, Zwolle, Waanders Uitgevers, 1995
- Cor BOUWSTRA, Jacqueline HEIJENBROK, Ben OLDE MEIERINK, Katrien TIMMERS, Tien eeuwen kasteel de Haar, Zwolle, W-Books, 2013.